# 飛梅
飛梅（とびうめ）は、福岡県太宰府市宰府（旧・筑前国御笠郡太宰府村）にある太宰府天満宮の神木として知られる梅の木の名称である。

## 概要
樹齢1000年を超えるとされる白梅で、本殿前の左近（本殿に向かって右側）に植えられており、根本は3株からなる。太宰府天満宮に植えられた梅のなかではいちばん先に咲き始めるとされる。
飛梅は元来、菅原道真の配所（府の南館）跡に建立された榎社の境内にあったが、太宰府天満宮が造営されると本殿前に移植されたといわれている。このほか、後代に道真を祭神とする神社に株分けされたものが各地に現存する。

## 飛梅伝説
平安時代の貴族・菅原道真は、平安京朝廷内での藤原時平との政争に敗れて遠く大宰府へ左遷されることとなった延喜元年（901年）、屋敷内の庭木のうち、日頃からとりわけ愛でてきた梅の木・桜の木・松の木との別れを惜しんだ。その時、梅の木に語りかけるように詠んだのが、次の歌である。
東風（こち）吹かば　にほひをこせよ 梅花（うめのはな）　主なしとて 春を忘るな
　　　　　　　　　　　───初出。寛弘2- 3年（1005- 1006年）頃に編纂された『拾遺和歌集』巻第十六 雑春。
東風ふかば　にほひをこせよ 梅の花　あるじなしとて 春なわすれそ
　　　　　　　　　　　───「春なわすれそ」の形の初出と見られる。治承4年（1180年）頃の編纂と考えられる『宝物集』巻第二。

現代語訳：東風が吹いたら（春が来たら）芳しい花を咲かせておくれ、梅の木よ。大宰府に行ってしまった主人（私）がもう都にはいないからといって、春の到来を忘れてはならないよ。
伝説の語るところによれば、道真を慕う庭木たちのうち、桜は、主人が遠い所へ去ってしまうことを知ってからというもの、悲しみのあまり、みるみるうちに葉を落とし、ついには枯れてしまったという。しかして梅と松は、道真の後を追いたい気持ちをいよいよ強くして、空を飛んだ。ところが松は途中で力尽きて、摂津国八部郡板宿（現・兵庫県神戸市須磨区板宿町）近くの後世「飛松岡」と呼びならわされる丘に降り立ち、この地に根を下ろした（これを飛松伝説と言う）。一方、ひとり残った梅だけは、見事その日一夜のうちに主人の暮らす大宰府まで飛んでゆき、その地に降り立ったという。
国宝の「北野天神縁起絵巻〈承久本〉」（承久元年〈1219年〉）詞書中、「こちふかば」の歌の段の結びに「さて、この御歌ゆへに、つくしへこの梅はとびてまいりたりとぞ申侍るめる」との一文が承久本に至って初めて加筆されていることから、ここに飛梅伝説成立の発端が垣間見える。当初、怨霊や祟り神として信仰された天神信仰は、のちに複雑な発展を遂げて（南北朝の内乱期を境に）変化し、東福寺の僧侶が見た夢の話から生まれたという「渡唐天神」なる信仰によって、怒りの形相から穏やかな顔立ちへと大きく変わる。以降、菅公の姿は頭巾を被って道教の衣服をまとい、手に梅の枝を持つ学問の神へと転化した。すなわち、15世紀の室町時代から、禅僧らによって梅花の愛好説が強調されていったものとみられる。
能楽においては、梅が太宰府へと主を慕って飛んで行った後、同じく道真公の京都の邸宅に生えていた桜の木は、道真公が去り際に梅にばかり歌を遺して自分には言葉をかけてくれなかったことを悲しく思い、主との別れを悲しんで枯れてしまったという。その報せを配所で聞いた道真公は、
梅は飛び桜は枯るる世の中に 何とて松のつれなかるらん
という歌を詠む。すると、今度は道真公に「つれない」と咎められた松が、梅の後を追って同じく太宰府へとやってきた。
これを「老松（追い松・生い松）」といい、飛び梅（紅梅殿）・老松は共に太宰府天満宮で末社の神として祀られている。
飛梅伝説の現実的経緯としては、一説に、道真に仕えて大宰府にも同行した味酒保行が株分けの苗木を植えたものとも、道真を慕った伊勢国度会郡（現・三重県度会郡）の白太夫という人物が大宰府を訪ねる際、旧邸から密かに持ち出した苗木を献じたものともいわれている。人形浄瑠璃、菅原伝授手習鑑の主題ともなっている伝承。
道真を慕った梅が飛来したと言い伝えられ、道真が自ら梅を植えたとも考えられるこの飛梅伝説は、他の地方にも見られ、道明寺天満宮（大阪府藤井寺市）、若狭国大飯郡大島（現・福井県大飯郡おおい町大島半島の大島）の宝楽寺、備中国羽島（現・岡山県倉敷市羽島）、周防国佐波郡内（現・山口県防府市松崎町）の防府天満宮などが知られている。
能の演目『老松』では、梅の精を紅梅殿とよび、男神・女神として擬人化されている。

## 探訪

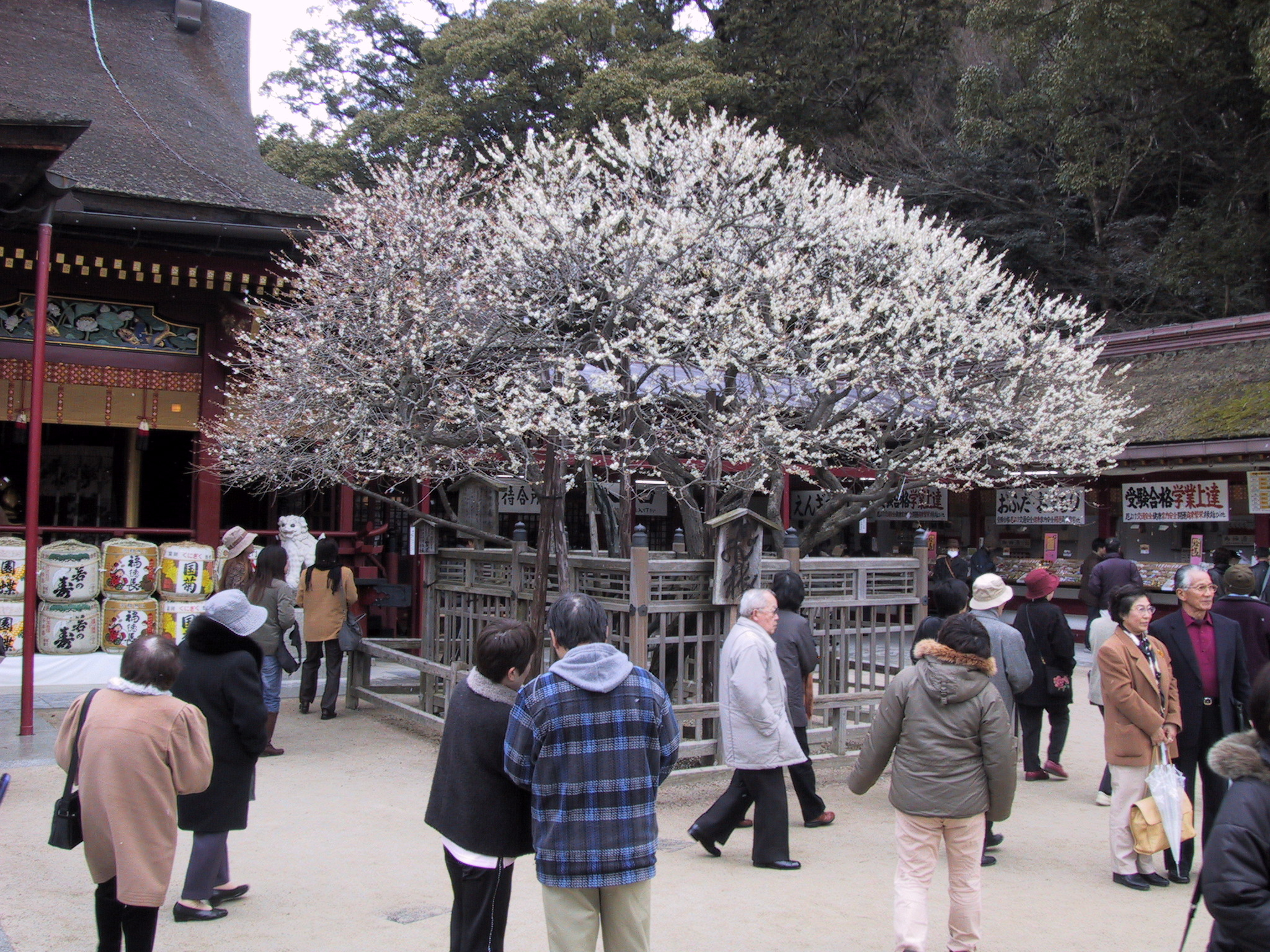
梅が満開の時期には見物客で賑わう[8]。
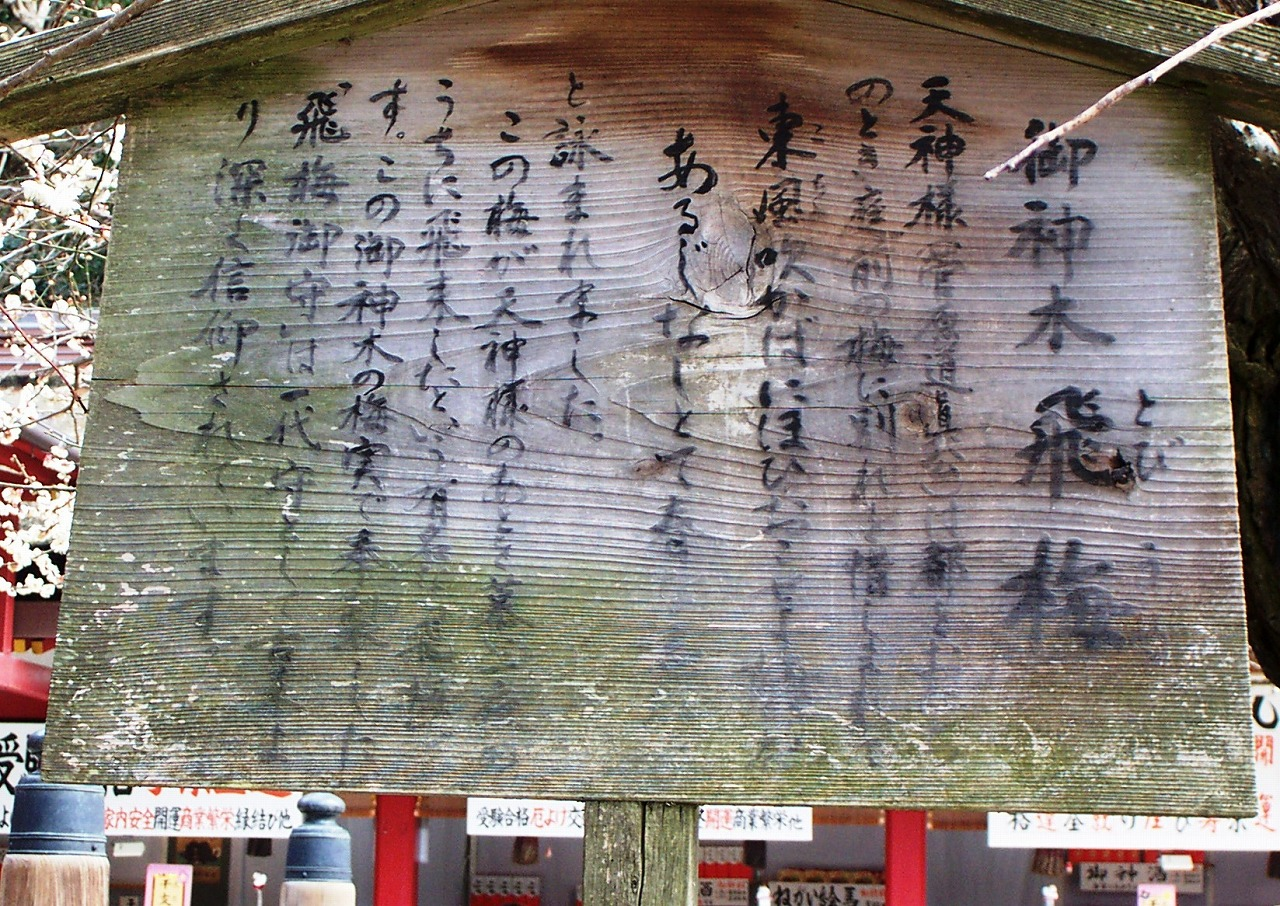
飛梅の説明板

## 関連事項
- 大和田建樹：『鉄道唱歌』第2集山陽九州篇41番に歌われている。
- さだまさし：1977年（昭和52年）発表のアルバム『風見鶏』に、太宰府を舞台にした楽曲「飛梅」が収録されている。
- 第45回国民体育大会：通称「とびうめ国体」。1990年（平成2年）に福岡県で開催。
- 修学旅行列車：「とびうめ」九州 - 関西間の列車愛称。
- とびうめ信用組合：福岡県を中心に展開する信用組合。
- 鳴花ヒメ・ミコト：2019年3月30日にガイノイド社で発売された飛梅をモチーフとするVOCALOID。
- 大坪命樹：2016年小説「飛梅」が文藝同人無刀会により刊行されている。